# 臺北市大同區延平國民小學
25°04′00″N 121°30′45″E / 25.066601°N 121.512363°E
臺北市大同區延平國民小學（簡稱延平國小）為臺灣臺北市的一處國小，最初為1939年設置的河合公學校。

## 介紹
1939年4月1日，河合公學校成立，其校名來自位於附近的河合町，學生最初寄讀於圓山國民學校（原址為蘭州國中，今大同國小）。1940年8月29日，臺灣總督府公告徵收位於太平町及大龍峒町之間的土地，以作為河合公學校校地，並在同年12月4日舉行整地起工式。1941年，學校遷至現址，並自4月1日改制為「河合國民學校」，當時的地址為臺北市太平町九丁目1番地。二戰後，學校改名為「延平國民學校」。在1968年，配合九年國民教育實施而更名為「延平國民小學」。
延平國小的校舍在2017年拆除改建，並新建台北市停車管理工程處地下2層地下停車場，設置汽車309位，機車99位，解決附近居民停車問題，於是在蘭州國中設置第二校區，以安置部分師生，而新校舍及地下停車場在2021年完工，為地上4層，地下2層。

## 歷任校長
| 任次     | 姓名       | 任期           | 備註             |
| -------- | ---------- | -------------- | ---------------- |
| 第一任   | 阿久根政治 | 1939年～1945年 |                  |
| 第二任   | 吳振源     | 1945年～1946年 |                  |
| 第三任   | 林清南     | 1946年～1948年 |                  |
| 第四任   | 江火龍     | 1948年～1953年 |                  |
| 第五任   | 劉敦厚     | 1953年～1956年 |                  |
| 第六任   | 周有進     | 1957年～1958年 |                  |
| 第七任   | 張烏洋     | 1958年～1962年 | 後任雙蓮國小校長 |
| 第八任   | 張榮昌     | 1962年～1964年 |                  |
| 第九任   | 楊文淵     | 1964年～1969年 | 後任大龍國小校長 |
| 第十任   | 林啟超     | 1969年～1974年 | 後任大龍國小校長 |
| 第十一任 | 劉哲三     | 1974年～1979年 | 後任雙蓮國小校長 |
| 第十二任 | 施柏生     | 1979年～1988年 |                  |
| 第十三任 | 馬家祉     | 1988年～1995年 |                  |
| 第十四任 | 江櫻嬌     | 1995年～2003年 |                  |
| 第十五任 | 黃 發      | 2003年～2006年 |                  |
| 第十六任 | 黃明珠     | 2006年～2011年 |                  |
| 第十七任 | 吳政哲     | 2011年～2015年 | 後任大龍國小校長 |
| 第十八任 | 李承華     | 2015年～2023年 | 後任民權國小校長 |
| 第十九任 | 陳清義     | 2023年～現今   |                  |

## 學區
一、國慶里    
二、國順里  
三、鄰江里
四、隆和里 2~4鄰8 、12、14鄰 20~25鄰